# French Open-mesterskabet i mixed double 2022
French Open-mesterskabet i mixed double 2022 var den 109. turnering om French Open-mesterskabet i mixed double. Turneringen var en del af French Open 2022 og blev spillet i Stade Roland Garros i Paris, Frankrig i perioden 25. maj - 2. juni 2022 med deltagelse af 32 par.
Mesterskabet blev vundet af Ena Shibahara og Wesley Koolhof, der var seedet som nr. 2, og som i finalen vandt over et useedet par, Ulrikke Eikeri og Joran Vliegen, med 7-6(5), 6-2 på en time og 29 minutter. Shibahara og Koolhof, der spillede sammen for første gang, vandt begge den første grand slam-titel i deres karrierer. Både Shibahara, Eikeri og Vliegen var i deres første grand slam-finale, mens Koolhof var i sin anden grand slam-finale efter at have tabte US Open-finalen i herredouble i 2020 med Nikola Mektić som makker.
Ena Shibahara blev den første japanske vinder af French Open-mesterskabet i mixed double i 25 år – titlen var senest blevet vundet af en japaner i 1997, hvor Rika Hiraki sejrede med Mahesh Bhupathi som makker. Ulrikke Eikeri var den første nordmand i en grand slam-finale i tennissportens åbne æra, dvs. siden 1968, og den første norske finalist i French Open nogensinde.
Desirae Krawczyk og Joe Salisbury var forsvarende mestre, men Salisbury stillede ikke op til sit titelforsvar. Krawczyk stillede i stedet op med Neal Skupski som makker, og parret tabte i kvartfinalen til de senere finalister, Ulrikke Eikeri og Joran Vliegen.
Tidligere på året havde Rusland, støttet af Hviderusland, invaderet Ukraine, hvilket medførte at tennissportens styrende organer, International Tennis Federation, ATP Tour, WTA Tour og de fire grand slam-turneringer, besluttede, at russiske og hviderussiske spillere fortsat kunne deltage i individuelle turneringer, dog uden angivelse af nationale symboler. Derfor deltog spillerne fra disse to lande i mesterskabet under neutralt flag.

## Pengepræmier
Den samlede præmiesum til spillerne i mixed double androg € 475.000 (ekskl. per diem), hvilket var en stigning på ?? % i forhold til det foregående mesterskab.
| Resultat               | Pengepræmier | Pengepræmier | Ændring ift. 2021 |
| Resultat               | Pr. par      | Total        | Ændring ift. 2021 |
| ---------------------- | ------------ | ------------ | ----------------- |
| Vindere (1)            | € 122.000    | € 122.000    | +? %              |
| Finalister (1)         | € 61.000     | € 61.000     | +? %              |
| Semifinalister (2)     | € 31.000     | € 62.000     | +? %              |
| Kvartfinalister (4)    | € 17.500     | € 70.000     | +? %              |
| Tabere i 2. runde (8)  | € 10.000     | € 80.000     | +? %              |
| Tabere i 1. runde (16) | € 5.000      | € 80.000     | +? %              |
| Samlet præmiesum       | -            | € 475.000    | +? %              |

## Turnering

### Deltagere
Turneringen havde deltagelse af 32 par, der var fordelt på:
- 26 direkte kvalificerede par i form af deres ranglisteplacering.
- 6 par, der havde modtaget et wildcard.

#### Seedede spillere
De 8 bedste par blev seedet:
| Seedning | Rang. | Spiller                        | Resultat        |
| -------- | ----- | ------------------------------ | --------------- |
| 1        |       | Zhang Shuai Nicolas Mahut      | Første runde    |
| 2        |       | Ena Shibahara Wesley Koolhof   | Mestre          |
| 3        |       | Gabriela Dabrowski John Peers  | Semifinalister  |
| 4        |       | Desirae Krawczyk Neal Skupski  | Kvartfinalister |
| 5        |       | Andreja Klepač Rohan Bopanna   | Anden runde     |
| 6        |       | Anna Danilina Andrej Golubev   | Første runde    |
| 7        |       | Bernarda Pera Mate Pavić       | Første runde    |
| 8        |       | Giuliana Olmos Marcelo Arévalo | Første runde    |

#### Wildcards
Seks par modtog et wildcard til turneringen.
| Par                                    | Resultat     |
| -------------------------------------- | ------------ |
| Tessah Andrianjafitrimo Fabrice Martin | Første runde |
| Clara Burel Hugo Gaston                | Anden runde  |
| Océane Dodin Enzo Couacaud             | Første runde |
| Elixane Lechemia Ramkumar Ramanathan   | Første runde |
| Chloé Paquet Benoît Paire              | Første runde |
| Harmony Tan Jonathan Eysseric          | Første runde |

### Resultater
| Zhang Shuai   |
| Nicolas Mahut |

| Beatriz Haddad Maia |
| Bruno Soares        |

| Beatriz Haddad Maia |
| Bruno Soares        |

| Laura Siegemund   |
| Santiago González |

| Sania Mirza |
| Ivan Dodig  |

| Sania Mirza |
| Ivan Dodig  |

| Beatriz Haddad Maia |
| Bruno Soares        |

| Chloé Paquet |
| Benoît Paire |

| Nicole Melichar-Martinez |
| Kevin Krawietz           |

| Chan Hao-Ching |
| Ben McLachlan  |

| Chan Hao-Ching |
| Ben McLachlan  |

| Nicole Melichar-Martinez |
| Kevin Krawietz           |

| Nicole Melichar-Martinez |
| Kevin Krawietz           |

| Giuliana Olmos  |
| Marcelo Arévalo |

| Nicole Melichar-Martinez |
| Kevin Krawietz           |

| Desirae Krawczyk |
| Neal Skupski     |

| Ulrikke Eikeri |
| Joran Vliegen  |

| Shuko Aoyama |
| Hugo Nys     |

| Desirae Krawczyk |
| Neal Skupski     |

| Storm Sanders |
| Sander Gillé  |

| Storm Sanders |
| Sander Gillé  |

| Natela Dzalamidze |
| Aleksandr Bublik  |

| Desirae Krawczyk |
| Neal Skupski     |

| Erin Routliffe |
| Ariel Behar    |

| Ulrikke Eikeri |
| Joran Vliegen  |

| Clara Burel |
| Hugo Gaston |

| Clara Burel |
| Hugo Gaston |

| Ulrikke Eikeri |
| Joran Vliegen  |

| Ulrikke Eikeri |
| Joran Vliegen  |

| Anna Danilina  |
| Andrej Golubev |

| Ulrikke Eikeri |
| Joran Vliegen  |

| Andreja Klepač |
| Rohan Bopanna  |

| Ena Shibahara  |
| Wesley Koolhof |

| Asia Muhammad   |
| Lloyd Glasspool |

| Andreja Klepač |
| Rohan Bopanna  |

| Lucie Hradecká  |
| Gonzalo Escobar |

| Lucie Hradecká  |
| Gonzalo Escobar |

| Elixane Lechemia    |
| Ramkumar Ramanathan |

| Lucie Hradecká  |
| Gonzalo Escobar |

| Alicja Rosolska |
| Łukasz Kubot    |

| Gabriela Dabrowski |
| John Peers         |

| Océane Dodin  |
| Enzo Couacaud |

| Alicja Rosolska |
| Łukasz Kubot    |

| Harmony Tan       |
| Jonathan Eysseric |

| Gabriela Dabrowski |
| John Peers         |

| Gabriela Dabrowski |
| John Peers         |

| Gabriela Dabrowski |
| John Peers         |

| Bernarda Pera |
| Mate Pavić    |

| Ena Shibahara  |
| Wesley Koolhof |

| Ljudmyla Kitjenok |
| Rafael Matos      |

| Ljudmyla Kitjenok |
| Rafael Matos      |

| Samantha Stosur |
| Matthew Ebden   |

| Samantha Stosur |
| Matthew Ebden   |

| Tessah Andrianjafitrimo |
| Fabrice Martin          |

| Samantha Stosur |
| Matthew Ebden   |

| Jessica Pegula  |
| Austin Krajicek |

| Ena Shibahara  |
| Wesley Koolhof |

| Demi Schuurs     |
| Matwé Middelkoop |

| Demi Schuurs     |
| Matwé Middelkoop |

| Alexa Guarachi    |
| Jean-Julien Rojer |

| Ena Shibahara  |
| Wesley Koolhof |

| Ena Shibahara  |
| Wesley Koolhof |